# Mihăești (Argeș)
Mihăești is een Roemeense gemeente in het district Argeș.
Mihăești telt 5977 inwoners.